# Ogilbyina queenslandiae
Ogilbyina queenslandiae är en fiskart som först beskrevs av Saville-kent, 1893.  Ogilbyina queenslandiae ingår i släktet Ogilbyina och familjen Pseudochromidae. Inga underarter finns listade i Catalogue of Life.